# Saukonkari (ö i Kymmenedalen, Kotka-Fredrikshamn, lat 60,45, long 27,26)
Saukonkari är en ö i Finland.   Den ligger i kommunen Fredrikshamn i den ekonomiska regionen  Kotka-Fredrikshamn  och landskapet Kymmenedalen, i den södra delen av landet, 130 km öster om huvudstaden Helsingfors.